# جانانی

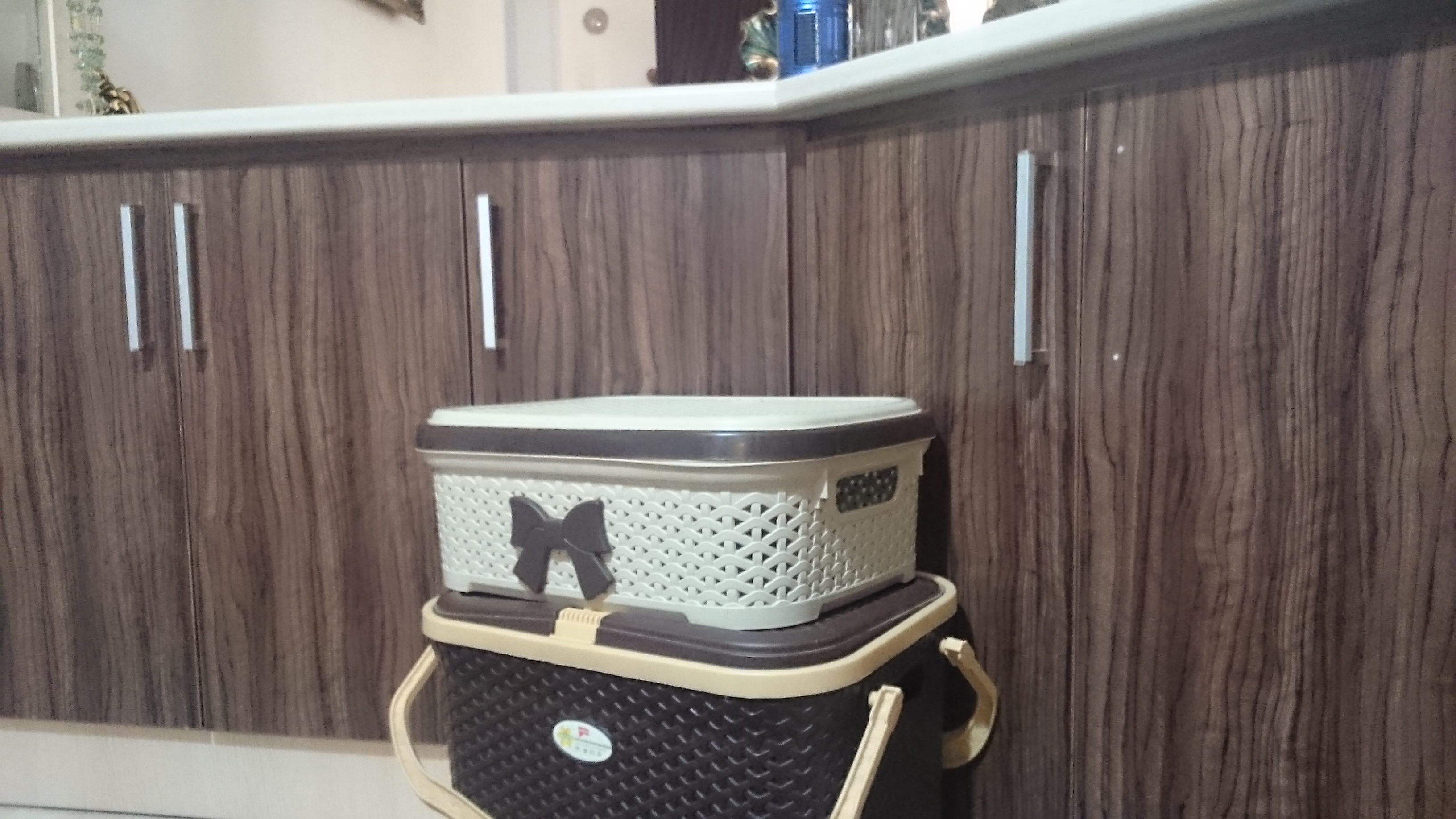

جا نانی که در زبان گفتاری «جا نونی» واگویش می‌گردد ابزاری است که از آن در آشپزخانه بهره برده می‌شود و کارکردش نگهداری هر چه بهتر نان می‌باشد. جا نانی می‌تواند از آلوده شدن و خشک شدن نان جلوگیری کند ولی درباره ی کپک زدن با نگرش به پلاستیکی و دربسته بودن بیشتر جانانی‌های امروزی، خود این ویژگی‌ها می‌تواند شتاب در کپک زدن را به دنبال داشته باشد.

## بن‌مایه
1. ↑  «۱۰ راهکار نان». مشرق‌نیوز.
2. ↑  «آیا می‌دانید که طرز نگهداری نان در قدیم چگونه بوده؟» (PDF). مؤسسهٔ پژوهشی درمانی احیای طب جامع ایرانیان. بایگانی‌شده از اصلی (PDF) در ۱ مارس ۲۰۱۴. دریافت‌شده در ۲۵ فوریه ۲۰۱۴.
3. ↑  «طرزنگهداری نان». هورسان. بایگانی‌شده از اصلی در ۱ مارس ۲۰۱۴. دریافت‌شده در ۲۵ فوریه ۲۰۱۴.